# Rue du Roi-de-Sicile
Rue du Roi-de-Sicile är en gata i Quartier Saint-Gervais i Paris fjärde arrondissement. Rue du Roi-de-Sicile, som börjar vid Rue Malher 1 och slutar vid Rue du Bourg-Tibourg 4, har fått sitt namn efter Karl I, som var kung av Sicilien från 1266 till 1285. 

## Bilder
| - Fotografi från år 1910. - Gatuskylt. |

## Kommunikationer
- Tunnelbana – linjerna   – Hôtel de Ville
- Tunnelbana – linje  – Saint-Paul
- Busshållplats Rue Vieille-du-Temple – Mairie du 4e – Paris bussnät, linjerna 69 76 96 N11 N16

### Webbkällor
- ”Rue du Roi-de-Sicile”. Mairie de Paris. https://web.archive.org/web/20210213014321/http://www.v2asp.paris.fr/commun/v2asp/v2/nomenclature_voies/Voieactu/8293.nom.htm. Läst 9 juli 2021.
- ”Rue du Roi-de-Sicile”. Les rues de Paris. https://web.archive.org/web/20200116114709/http://www.parisrues.com/rues04/paris-04-rue-du-roi-de-sicile.html. Läst 9 juli 2021.